# أحمد شوقي إبراهيم
أحمد شوقي إبراهيم أحمد (20 مايو 1925 - 6 أبريل 2016)، طبيب ومقدم برامج مصري، كان يشغل منصب رئيس المجمع العلمي لبحوث القرآن والسنة، ورئيس لجنة الإعجاز العلمي في القرآن والسنة بالمجلس الأعلى للشؤون الإسلامية المصري، وعضو اللجنة الوطنية للتربية والعلوم والثقافة باليونسكو، عمل كمتحدث بإذاعات وتلفزيونات دول الخليج على من 1978م - 1990م في برامج دينية في الإعجاز العلمي في القرآن والسنة، وهو مؤلف «موسوعة الإعجاز العلمي في الحديث النبوي» التي نشرت على 7 أجزاء.

## نشأته
ولد أحمد شوقي إبراهيم يوم 20 مايو/أيار 1925 في قليوب بمحافظة القليوبية المصرية، حصل على درجة البكالوريوس في الطب والجراحة بجامعة القاهرة عام 1952، وماجستير طب المناطق الحارة في جامعة ليفربول بإنجلترا عام 1964، وزمالة كلية الأطباء الملكية في لندن 1972.

## حياته العملية
أسس إبراهيم «المجمع العلمي لبحوث القرآن والسنة»، وترأس مجلس إدارته وتحرير مجلته، كما أسس «مؤسسة أحمد شوقي إبراهيم للإعجاز العلمي»، وكان عضوا في المجلس الأعلى للشؤون الإسلامية في مصر، واللجنة الطبية للأخلاقيات الحيوية باليونسكو، ولجنة الإعجاز العلمي في مجمع البحوث الإسلامية بالأزهر الشريف.
عمل في دولة الكويت في مجال الأمراض الباطنية بين عامي 1957 و 1990، كما ترأس قسم أمراض القلب والرعاية المركزة في مستشفى ابن سيناء بالقاهرة.

## التعليم
- بكالوريوس الطب والجراحة (جامعة القاهرة 1952).
- عضوية كلية الأطباء الملكية بلندن 1972.
- عضو اللجنة الوطنية للتربية والعلوم والثقافة (اليونسكو).
- رئيس لجنة الإعجاز العلمي بالمجلس الأعلى للشؤون الإسلامية.
- نائب رئيس اللجنة القومية العليا لمكافحة البطالة بمحافظة الشرقية.
- عضو الجمعية الخيرية الإسلامية.

## الأعمال والمناصب
- مستشار المجلس الطبي العام بوزارة الصحة بالكويت.
- مستشار الأمراض الباطنية بمستشفى الصباح بالكويت.
- مستشار المنظمة العالمية للطب الإسلامي
- أستاذ محاضر بجامعة الكويت (كلية الطب والمعهد الصحي)
- اثنان وعشرون بحثا علميا في الطب منشورة في المجلات الطبية في الكويت وبمصر وبريطانيا.
- إحدى عشر بحثا علميا في الإعجاز العلمي في القرآن والحديث النبوي ألقيت في المؤتمرات العلمية المختلفة في مصر والكويت وباكستان.
- مقالات علمية في الطب في مختلف فروع العلم نشرت في الصحف والمجلات المصرية والأجنبية.
- متحدث بإذاعات وتلفزيونات دول الخليج على من 1978-1990 (برامج دينية في الإعجاز العلمي في القرآن والسنة).
- مستشار الأمراض الباطنية والقلب.
- رئيس قسم أمراض القلب والرعاية المركزة بمستشفى ابن سينا التخصصي بالدقي.